# Legatum
Legatum é um fundo de cobertura de propriedade privada, com sede em Dubai, parte dos Emirados Árabes Unidos. O foco principal do Legatum é o investimento comercial, e tem atuado no aumento de conhecimento dos investidores para promover o desenvolvimento sustentável das comunidades ao redor do planeta.

## Organização e operações
- Legatum Capital;
- Legatum Ventures;
- The Legatum Institute;
- The Legatum Center for Development and Entrepreneurship at MIT ("LCDE")
- The Legatum Foundation